# Opsidia oebalioides
Opsidia oebalioides är en tvåvingeart som beskrevs av Thomas Pape 1989. Opsidia oebalioides ingår i släktet Opsidia och familjen köttflugor. Inga underarter finns listade i Catalogue of Life.